# Flugunfall auf dem Altkönig (1971)

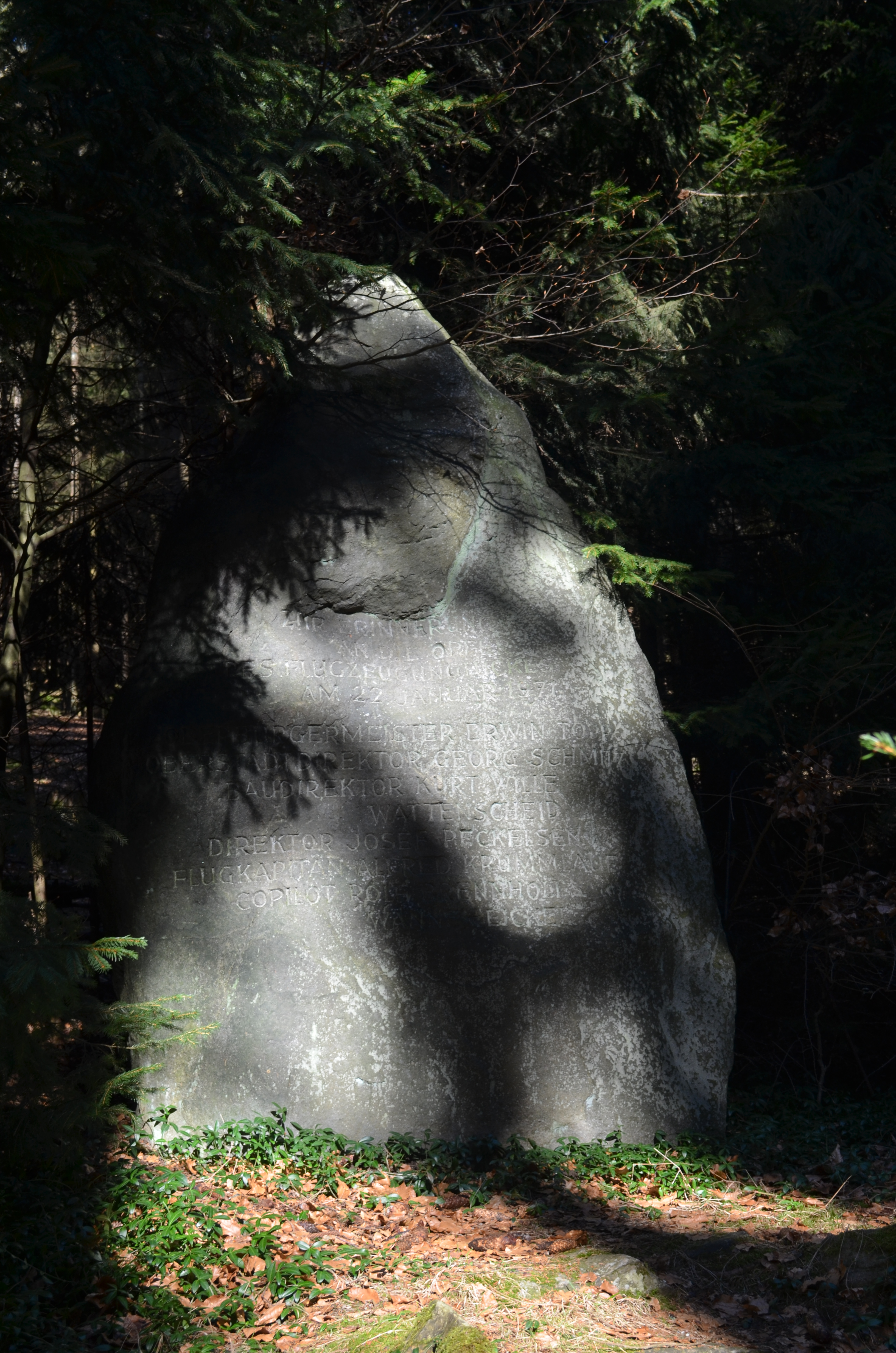
Gedenkstein an der Unfallstelle

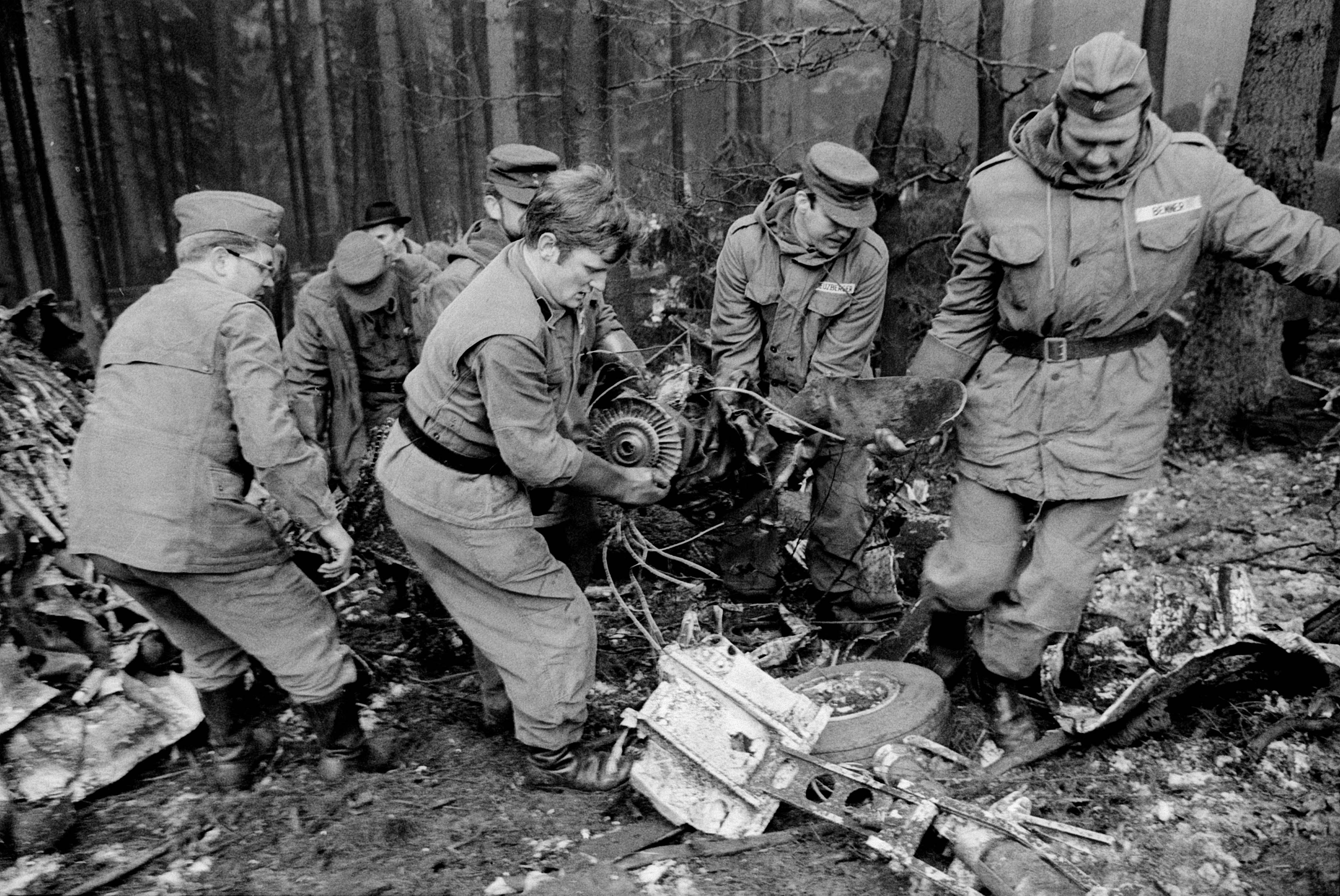
Aufräumarbeiten des Technischen Hilfswerks nach dem Flugunfall

Beim Flugunfall auf dem Altkönig am 22. Januar 1971 kamen an Bord einer Beechcraft King Air 90 alle sechs Insassen ums Leben. Der Altkönig (798,2 m ü. NHN) ist der dritthöchste Berg des Taunus und liegt in dessen hessischem Teil.

## Insassen
Das Flugzeug gehörte der Wanne-Eickeler Baufirma Heitkamp. An Bord befanden sich der Wattenscheider Oberbürgermeister Erwin Topp, der Oberstadtdirektor Georg Schmitz, der städtische Baurat Kurt Wille, der Prokurist der Fa. Heitkamp, Josef Peckelsen, sowie die beiden Piloten der Maschine, Alfred Krummlauf und Rolf Brennholt. Die Delegation hatte in Frankfurt am Main eine Baustelle der Stadtbahn besichtigt. Am Ziel war ein Aufenthalt im Jagdhaus der Baufirma geplant. Ursprünglich ging man von sieben Todesopfern aus. Ein Bauingenieur der Firma Heitkamp hatte jedoch einen Linienflug nach Düsseldorf genommen, um dort einen dienstlichen Termin wahrzunehmen. Keiner der Insassen überlebte den Unfall.

## Unfallhergang
Um 15:12 Uhr startete das Flugzeug mit dem Luftfahrzeugkennzeichen D-ILTU auf dem Flughafen Frankfurt Main. Es war auf dem Flug zum Heeresflugplatz Fritzlar in Nordhessen. Doch bereits im Kronberger Stadtwald zerschellte die Maschine bei sehr schlechter Sicht rund 820 m südsüdöstlich und etwa 150 Höhenmeter unterhalb des Altköniggipfels auf zirka 650 m Höhe. Spaziergänger berichteten, sie hätten Geräusche eines tieffliegenden Flugzeugs und wenig später einen Aufschlagknall gehört. Die Wrackteile des Flugzeugs lagen in einem weiten Umkreis verstreut.

## Nach dem Unfall
Die Bevölkerung von Wattenscheid war über den plötzlichen Tod der Stadtspitze in tiefer Trauer. Vor dem Rathaus wurde auf halbmast geflaggt, die Wattenscheider Zeitung erschien mit einem Extrablatt. Die Politiker waren mit ihrem Handeln in der Bergbaukrise und der Ansiedlung von neuen Firmen sehr angesehen. Tausende trugen sich in die Kondolenzbücher ein. Die Trauerfeier fand in der Stadthalle am 28. Januar 1971 statt. Mehr als tausend Gäste, darunter der Regierungspräsident Schlensker, der eine Trauerrede hielt, sowie fast sämtliche Oberbürgermeister und Oberstadtdirektoren der Revierstädte nahmen von den Toten Abschied.
Die Beerdigung erfolgte unter großen Anteil der Bevölkerung am 29. Januar 1971 auf dem Propsteifriedhof und dem kommunalen Friedhof Wattenscheid-Eppendorf.
An der Unfallstelle beim östlich des Sporns Döngesberg gelegenen 300-Meter-Weg steht ein Gedenkstein. Hier fanden in den folgenden Jahren Gedenkveranstaltungen mit Wattenscheider Delegierten statt. 50 Jahre nach dem Unfall  berichtete die WDR-Lokalzeit über den Unfall und die Folgen für die Kommunalpolitik.